# Grandris
Grandris – miejscowość i gmina we Francji, w regionie Owernia-Rodan-Alpy, w departamencie Rodan.
Według danych na rok 1990 gminę zamieszkiwało 1068 osób, a gęstość zaludnienia wynosiła 70 osób/km² (wśród 2880 gmin regionu Rodan-Alpy Grandris plasuje się na 741. miejscu pod względem liczby ludności, natomiast pod względem powierzchni na miejscu 754.).